# Nils Lichtlein
Nils Lichtlein (Regensburg, 31 de julio del 2002) es un jugador de balonmano alemán que juega de central en el Füchse Berlin. Es internacional con la selección de balonmano de Alemania.
Su primer gran torneo con la selección fue el Campeonato Europeo de Balonmano Masculino de 2024.
Es sobrino del ex-balonmanista Carsten Lichtlein.

## Palmarés

### Füchse Berlin
- Liga de Alemania de balonmano (1): 2025

### Consideraciones individuales
- MVP del Campeonato Mundial de Balonmano Masculino Junior de 2023[5]

## Clubes
| Club                    | País     | Año       |
| ----------------------- | -------- | --------- |
| Füchse Berlin           | Alemania | 2020-Act. |
| 1. VfL Potsdam (cedido) | Alemania | 2022-2023 |